# سرچال (شازند)
سرچال روستایی از توابع شهرستان شازند استان مرکزی میباشد

## جمعیت
بر پایه سرشماری عمومی نفوس و مسکن در سال ۱۳۹۵ جمعیت این روستا ۲۷۱ نفر (۹۱خانوار) بوده‌است.